# Ciemny grylaż
Ciemny grylaż – satyra autorstwa Jerzego Dobrowolskiego i Stanisława Tyma z 1980 r. 

## Okoliczności powstania
W roku 1971 Stanisław Tym adaptował tekst rumuńskiej sztuki „Opinia publiczna” Aurela Barangi z roku 1967 dla Studenckiego Teatru Satyryków, która była wystawiana pod tytułem „Solo na perkusji”. Dopiero  jesienią roku 1980, na fali powstałej właśnie „Solidarności” i wiążącym się z tym złagodzeniem cenzury, Tym wraz z  Jerzym Dobrowolskim stworzyli  nową wersję sztuki, którą zatytułowali „Ciemny grylaż”. Została ona wystawiona w warszawskim Teatrze Rozmaitości, premiera odbyła się  17 listopada 1980 r.

## Fabuła
Akcja rozgrywa się w Rumunii, w redakcji gazety „Płonąca Żagiew” w latach 70. XX wieku. W satyryczny sposób przedstawione są mechanizmy wpływu komunistycznych władz na środki masowego przekazu oraz postawy pracowników gazety pełne wzajemnej nieufności, podejrzeń, donosów, oportunizmu i podlizywania się władzy.  Przedstawione sytuacje były typowe dla wszystkich państw ówczesnego bloku wschodniego, gdyż komunistyczna władza w pełni kontrolowała wszystkie środki masowego przekazu i obsadzała ich kierownictwo swoimi ludźmi.
Tytułowy ciemny grylaż to kolor glazury, jaką ma załatwić komuś redaktor naczelny gazety Pelicanu.  Z jednej strony kojarzył się on z powszechnymi w tamtych czasach cukierkami grylażowymi. Grylaż to masa cukiernicza, więc można odczytać przesłanie tytułu jako „ciemna masa” –  ludzie bardzo często traktowani są przez media jako ciemna masa. Z drugiej określenie to przywodziło na myśl ich kolor, określany potocznie jako „sraczkowaty”. Nazwa ta kształtowała koloryt rzeczywistości, w której obowiązywały kartki, polowano na papier toaletowy, lodówki, pralki, kafelki i meble.  Przypadek sprawia, że zapisana na kartce formułka koloru kafelków staje się kluczem do intrygi.

## Bohaterowie
- Pelicanu – redaktor naczelny gazety Płonąca Żagiew
- Kitlaru – redaktor
- Turkulec – sekretarz redakcji
- Vulpescu – redaktor
- Pascalide – redaktor
- Secrescu – sekretarka
- Andreas – redaktor
- Beleciu – redaktor
- Pinesku – minister
- Josefova – sprzątaczka

## Przedstawienia[4]
- Teatr Rozmaitości, Warszawa, reżyseria: Jerzy Dobrowolski, premiera: 17 listopada 1980 r.
- Teatr im. Wilama Horzycy, Toruń, reżyseria: Marek Wilewski, premiera: 25 kwietnia 1981 r.
- Teatr Polski, Bielsko-Biała, reżyseria: Marek Mokrowiecki, premiera: 12 czerwca 1981 r.
- Teatr Dramatyczny im. Aleksandra Węgierki, Białystok, reżyseria: Tadeusz Kozłowski, premiera: 10 października  1981 r.
- Teatr Dramatyczny im. Jerzego Szaniawskiego, Płock, reżyseria: Jerzy Dobrowolski, premiera: 6 listopada 1982 r.
- Teatr Dramatyczny, Elbląg, reżyseria:  Stanisław Tym, premiera: 15 maja 1986 r.
- OCH-Teatr, Warszawa, reżyseria: Cezary Żak, premiera: 17 marca 2024 r.